# Castello di Sarmato
Il castello di Sarmato è un ampio complesso fortificato sito nel paese di Sarmato, in provincia di Piacenza. Posto nella bassa val Tidone, non lontano sia dal Tidone che dal Po nella pianura Padana.

## Storia
Forse fondato dai barbari Sarmati, sicuramente presidio Longobardo il castello di Sarmato venne eretto verso l'anno mille. Posto nei pressi dell'incrocio di due percorsi: la via Emilia pavese e la via Francigena; era un importante avamposto, con Castel San Giovanni e Borgonovo Val Tidone, nella funzione strategica di difesa dei territori piacentini (guelfi) dai pavesi (ghibellini). La prima data certa è il 1216 quando qui si radunarono le milizie milanesi e piacentine che conquistarono le fortificazioni ghibelline sulle alture nei pressi di Rovescala.
Nel 1270 la fortezza, allora difesa dalla famiglia Pallastrelli, fu attaccata e seriamente danneggiata dalle milizie del Signore di Bardi, conte Ubertino Landi. Nel 1376 il castello venne concesso da Galeazzo II Visconti, allora Signore di Milano, al nobile Bartolomeo Seccamelica che lo aveva appena acquistato dai Pallastrelli, poi tramite l'unica figlia rimasta passò alla famiglia Scotti e brevemente a quella degli Arcelli conti della Val Tidone.
Nel 1441 Filippo Maria Visconti, duca di Milano, dà il castello di Sarmato in feudo con titolo di contea ad Alberto III Scotti Douglas. Il castello rimarrà alla famiglia Scotti Douglas fino all'abolizione dei feudi.
Nel 1447 Alberto Scotti, impegnato a difendere Piacenza, affida il castello di Sarmato ed il feudo al parente Luigi Dal Verme, conte di Bobbio e Voghera e signore di Pianello Val Tidone, Borgonovo Val Tidone, Castel San Giovanni e di tutta la val Tidone (dopo il subentro feudale agli Arcelli) da sempre alleato di Milano e dei Visconti. Il neo duca di Milano Francesco Sforza, vuole il dominio di Piacenza, alleata di Venezia, nemica del ducato di Milano. Inizia quindi la guerra alla fine del 1447 occupando Piacenza e cacciando i veneziani. Luigi Dal Verme alleato di Milano e parente dello Sforza, non può che schierarsi contro il cugino Alberto Scotti che aveva scelto difendendo Piacenza l'alleanza con la nemica Venezia. Al termine della guerra, Alberto Scotti si appella al duca di Milano rivendicando il possesso e chiedendo la restituzione del feudo di Sarmato e del castello, ma lo Sforza aveva già accordato quel feudo al Dal Verme. Gli Sforza attesero la morte nel 1493 del conte Taddeo Dal Verme, titolare dopo la morte del fratello Luigi della signoria di Castel San Giovanni e della val Tidone, prima di riconsegnare il paese agli Scotti.
Quindi dal 1493 Alberto Scotti riacquista il dominio sul feudo e sul castello di Sarmato. Ad Alberto succederà il figlio Bartolomeo e nel 1498, alla sua morte, Sarmato passa al figlio Nicolò. La proprietà ai conti Scotti e a questa nobile famiglia resta sino al 1819 quando, con la scomparsa dell'ultimo discendente maschio, passa agli eredi conti Zanardi Landi di Veano.
Il Castello di Sarmato è tuttora residenza dei conti Zanardi Landi, attuali proprietari che hanno iniziato un lavoro di graduale recupero e valorizzazione.

## Il borgo
Il complesso interamente edificato in laterizio è circondato da mura, ancora ben evidenti anche se recano in parte i segni del tempo, che erano contornate da un fossato. Racchiudono un piccolo borgo di pianta rettangolare, che si articola in due strade perpendicolari, con abitazioni, l'oratorio di San Carlo Borromeo, il castello, la rocchetta, cui si accedeva tramite ponte levatoio, di cui si vedono ancora chiaramente i cardini. 

### Le porte

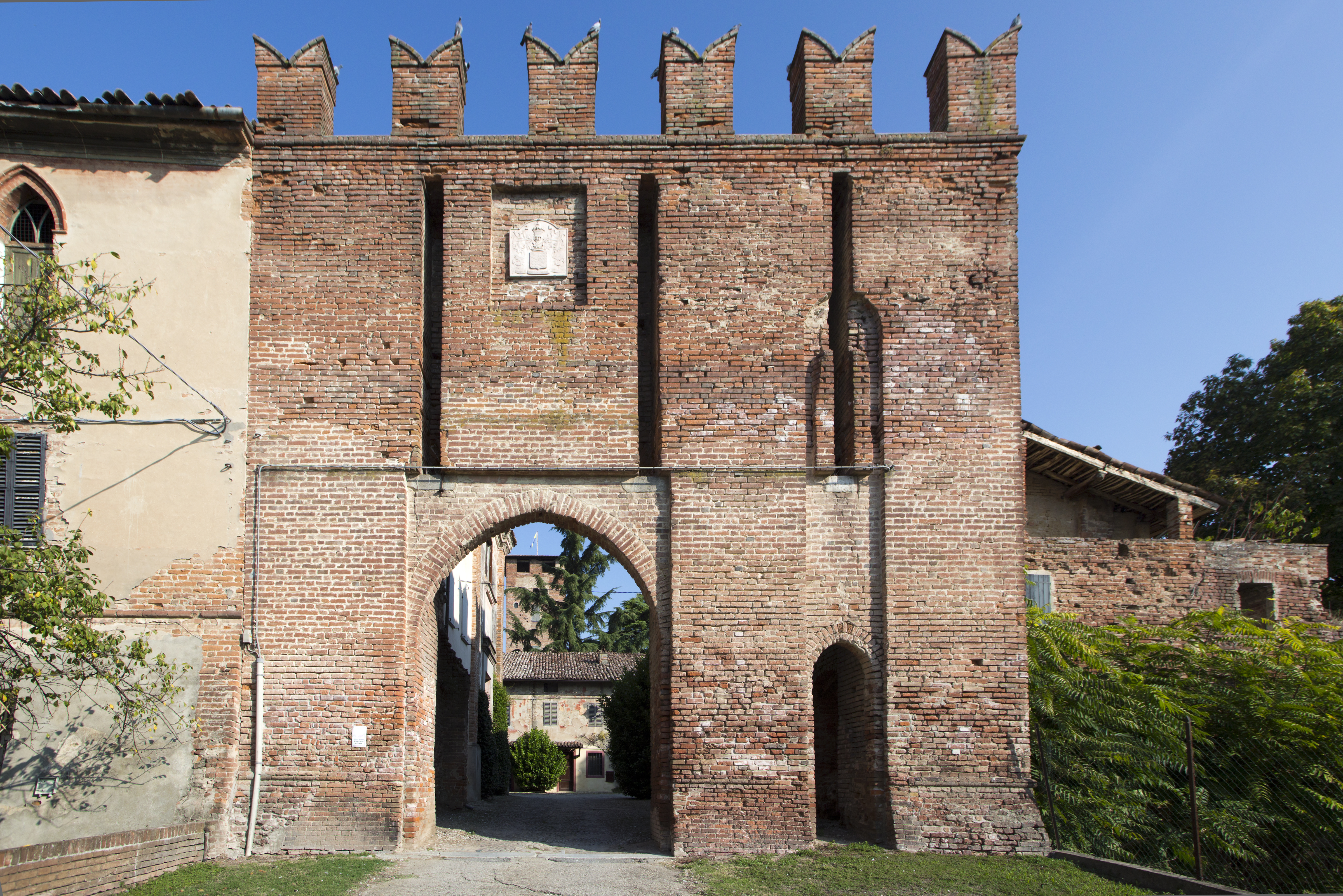
Ingresso al castello

Tre sono i contrafforti di accesso al borgo protetti da costruzioni difensive. L'ingresso principale è a sud, protetto da un rivellino merlato con due archi, uno per il passaggio pedonale e l'altro, a sesto acuto, per quello carrabile che erano dotati di ponte levatoio. Gli altri due contrafforti fortificati si trovano uno ad est, ospita il municipio, e l'altro ad ovest chiamato la rocchetta, che era sede della guarnigione militare.

### Il castello
Rivolto verso nord, a difesa del piacentino dalle incursioni lombarde, si affaccia sull'antico letto del Po. Ha pianta a forma di U ed è il risultato di ampliamenti del mastio costruito nel XIII secolo su una preesistente torre longobarda. Ampliato e trasformato in residenza signorile dai conti Scotti Douglas prima e dai conti Zanardi Landi è dotato di un parco all'italiana racchiuso all'interno delle mura. Il corpo di fabbrica è affiancato da una torretta di segnalazione a base pentagonale irregolare, che costituisce un unicum nell'architettura difensiva del Ducato di Parma e Piacenza

### Le chiese
- L'oratorio di San Carlo Borromeo. Costruzione interna al borgo è una delle poche testimonianze di questa devozione "ambrosiana" per antonomasia nel piacentino.

## La via Francigena
All'ingresso dell'abitato di Sarmato vi è una piccola costruzione chiamata il casino: era l'antico ospitale dei pellegrini che transitavano sulla via Francigena. Costruito sull'incrocio tra la via Romea e la strada che conduce al Po dove, in località Veratto, vi era il porto che traghettava i pellegrini in alternativa al Guado di Sigerico nella vicina Calendasco.

## San Rocco, Gottardo e il cagnolino
La storia di San Rocco, la sua santità, le sue vicende in Sarmato si diffusero in tutta la cristianità ad opera di pellegrini che qui sostavano, legando per sempre l'immagine del paese piacentino all'agiografia ed all'iconografia stessa del santo taumaturgo. La leggenda narra che San Rocco da Montpellier, di ritorno dal suo viaggio di pellegrinaggio a Roma, si ammalò di peste mentre assisteva i contagiati ricoverati nell'ospedale di Santa Maria di Betlemme in Piacenza. Fuoriuscito dalla città, si rifugiò in una capanna o (secondo altra narrazione) in una spelonca nel bosco vicino a Sarmato, a poche decine di metri dal castello di Sarmato e non lontano dall'importante Transitum Padi, il guado di Calendasco sulla via Francigena. Un cagnolino che ogni giorno rubava una pagnotta dalle cucine del castello di Sarmato, si allontanava con il panino in bocca, dalle cucine. Gottardo Pallastrelli, signore del maniero, accortosi di questo fatto insolito, seguì il cane di nascosto, ed in questo modo incontrò il santo, a cui detto cagnolino (che alcune tradizioni chiamano Reste) portava la pagnotta. Gottardo assistette Rocco sino alla guarigione di quest'ultimo e quando San Rocco, guarito, ripartì, Gottardo lasciò i suoi beni per divenire anch'egli pellegrino sull'esempio del suo amico. San Rocco è il santo patrono di Sarmato, la ricorrenza si festeggia il 16 agosto. Nel paese sono conservate tuttora la fontana che San Rocco sgorgò invocato Dio dalla nuda roccia, l'oratorio Seicentesco e la grotta dei colloqui con Dio, dedicate al santo patrono, e meta di devozione e culto.

## Aperture, visite guidate e manifestazioni periodiche
Il castello di Sarmato è aperto alle visite guidate ogni domenica e festivi, ed in eventi particolari.